# 俺たちルーキーコップ
『俺たちルーキーコップ』（おれたちルーキーコップ）は、1992年4月14日から同年7月14日まで、TBS系で放送された日本のテレビドラマ。放送時間は毎週火曜20:00 - 20:54（JST）。全14話。

## 概要
横浜・神無川県警中浜署警ら課の若手地域巡査たちと青年刑事の活躍をコミカルに描いたアクション刑事ドラマ。登場する巡査たちはいずれも模範的な警察の姿からはかけ離れたアウトロー集団であり、一方の仲村トオル演ずる刑事は彼らを非正規の捜査活動に利用して事件を解決しつつその成長を見守るという、シャーロック・ホームズとベイカー街遊撃隊の関係を髣髴させる姿で描かれた。
当初は全20話の放送予定だったが、視聴率低迷で全14話へ短縮された。
仲村と鷲尾いさ子は、本作での共演がきっかけで結婚。また、2001年に公開された劇場映画『GO』に萩原聖人が巡査役で出演したが、同作で萩原が演じた人物のキャラクター像は同作監督の行定勲が本作の荒谷巡査のその後をイメージして直々にキャスティングしたという。

## 設定

### 舞台
神無川県警察中浜警察署
横浜市中心部を主に管轄する警察署。署内は受付窓口や警ら課、刑事課などが1階の同一フロアに配置されている。
飛龍館
中浜署の男子独身寮。外観はごく普通のアパートだが、吹き抜け構造の講堂には雀卓や筐体ゲームなどの遊技設備が大量に持ち込まれ、夜は寮長の森川を筆頭に、勤務を終えた巡査たちが乱痴気騒ぎを繰り広げる無法地帯と化す。事件の際には矢部や末松も交えた秘密の捜査会議場としても活用される。

## 登場人物
矢部 良（中浜署刑事課捜査員） - 仲村トオル
刑事課の一匹狼刑事。基本的には単独行動だが、若手地域巡査たちの特技や機動力を利用し、彼らを情報収集役として手足のように使う。その奔放ぶりから同僚たち（大杉漣、滝川健）には邪魔者扱いされているが、整ったルックスで署の女性陣からは人気が高い。聡明な頭脳と推理力も持ち合わせ、毎回矢部を出し抜こうと先走る荒谷たちの行動を素早く察知して牽制しつつも、彼らにそれとなく事件解決の糸口を与えて手柄を立てさせることも多い。海外出張中の姉夫婦のマンションに留守番を兼ねて住んでいる。
少年時代は手の付けられない不良で、自身の理解者だった中浜署の沢井刑事に憧れて警察官を志した過去を持つが、後に沢井は犯人に撃たれ殉職を遂げている。

末松 美奈子（中浜署刑事課捜査員） - 鷲尾いさ子
刑事課の紅一点。中浜署若手署員の憧れの的だが、美奈子は矢部に想いを寄せており、捜査においては強引にペアを組むことが多い。矢部に「美奈子」と呼ばれることを夢見ているが、肝心の矢部は「末松!」と呼んでいる。
スタート当初は浮世離れした言動が多かったが、徐々に常識的な性格へと変わっていった。
荒谷 健（中浜署警ら課巡査） - 萩原聖人
宮手県（架空）出身。田舎街でケンカばかりしていた悪ガキだったが、なりゆきで警察官になってしまった。反抗心が強く、矢部にことあるごとに反発するが、結局他の若手巡査と矢部にうまく使われる事が多い。
根は情に脆い性格で、事件の陰に潜む非情な現実に幾度となく打ちのめされるが、矢部たちとの交流を経て少しずつ成長していく。

西山 幸雄（中浜署警ら課巡査） - 榊原利彦
荒谷とコンビを組む同期。2年前に解散した静岡の暴力団組長の息子で、いずれ警察から若い人材をヘッドハンティングし、父の組織を再興しようと目論んでいる。ケンカが強く、裏社会の事情に通ずる。
蜜小路 静香 - 森川由加里
警ら課事務員。27歳。異常なまでに結婚願望が強く、男漁りに余念がない。勤務中も派手なブランドファッションに身を包む自由人で、その放蕩ぶりには等々力でさえも「何とかならんのか…」と頭を抱える始末だが、一方で似顔絵の腕前に関してはプロ並みという面も持つ。
等々力 保夫（中浜署警ら課課長） - 渡辺徹
荒谷らの上司。普段は若手巡査らの暴走行為にも無頓着な放任主義者のように振る舞っているが、陰では彼らを信頼し、厳しくも暖かく見守っている。

美空（中浜署警ら課係長） - 塩見三省
嫌味と軍隊まがいの暴力指導で巡査たちをしごき回すが、権威に弱い。最後は等々力の甘い態度に懐柔されてしまうことが多い。
山崎 忠夫（中浜署警ら課巡査部長） - 飯田浩幾
中堅巡査。常に美空の傍に控える補佐役であり、同時にゴマすり役でもある。
祝 幸之助 - 中条静夫
矢部らの溜り場となっているバー「錨」のマスター。博識であり、裏情報や的確なアドバイスを送ることもある。
宇野 源太郎（中浜署刑事課課長） - 大林丈史
矢部と美奈子の上司。典型的な保身タイプの中間管理職であり、署内では常に胃薬を大量服用している。
祝 ヨシミ - 高橋里華
幸之助の孫で「錨」の従業員。荒谷に好意を抱いており、何かと世話を焼こうとする。
森川 林太郎（中浜署警ら課巡査） - 今井雅之
飛龍館の寮長で元自衛隊特殊部隊員。任侠映画かぶれで、暴走する若手巡査たちの筆頭格だが、権力を傘に悪事を働く犯罪者には怒りを露にする一面もある。美奈子に対して事あるごとに色目を使う。
河野 孝明（中浜署警ら課巡査） - 菅原加織
中田（中浜署警ら課巡査） - 田中傑幸
伊藤 六男（中浜署警ら課巡査） - 井上雄介
関西出身。資産家であり、署内だけでなく各所轄職員を相手に低金利の裏金融業を営んで荒稼ぎしているが、口止め料として収益の一部を森川にピンハネされている。第1話では、「港署の鷹山」と名乗る人物から10万円の融資を依頼される場面がある。
尾根 武彦（中浜署警ら課巡査） - 草薙仁
アイドルやアニメグッズのコレクターで、通称「オタッキー尾根」。普段は昼夜問わず昇任試験の勉強に耽っているが、あまり熱心ではない。AV機器の豊富な知識を生かし、監視・盗聴システムなど様々なメカを発明する。
柿沼 浩（中浜署警ら課巡査） - 津久井啓太
下関市出身で、地元では四代続く警官の息子。背が低いことから、荒谷たちからは「ガキンチョ」と呼ばれている。
ミキ・ナナ（中浜署交通課巡査） - パンプキン
女性警官コンビで矢部のファン。若手巡査たちのマスコット的な存在でもあり、本来女子禁制である飛龍館にも堂々と出入りする。

## テーマ曲
- オープニングテーマ「俺たちルーキーコップ」（マーチ版）
- オープニングテーマ2「俺たちルーキーコップ」（アップテンポ版）
  - 作曲・編曲：埜邑紀見男

※オープニングテーマの「マーチ版」は第1話～第7話まで使用、「アップテンポ版」は第8話～第14話（最終話）まで使用
- エンディングテーマ「ブラザーズ・ソング」
  - 作詞：大津あきら
  - 作曲：鈴木キサブロー
  - 編曲：西本明
  - コーラスアレンジ：景家淳
  - 歌：仲村トオル

※松田優作の既成曲のカバー

## スタッフ
- 企画 - 黒澤満（セントラル・アーツ）、岡田裕克（TBS）
- プロデューサー - 伊藤亮爾、服部紹男、山本勉（セントラル・アーツ）、井上博（TBS）
- 撮影 - 内田清美、佐光朗
- 照明 - 井上幸男
- 美術 - 小林正義
- 録音 - 熊谷良兵衛、曾我薫
- 整音 - 川島一郎
- 編集 - 田中修
- 助監督 - 辻井孝夫、伊藤裕彰、鳥井邦男
- キャスティング - 飯塚滋
- 記録 - 桑原みどり、佐々木禮子、井上かずえ
- 製作担当者 - 大塚泰之、望月政雄
- 音楽 - 埜邑紀見男
- 音楽監督 - 鈴木清司
- 音楽プロデューサー - 高桑忠男（東映音楽出版）
- 音響効果 - 原尚、真道正樹（原田サウンド）
- 技斗 - 森聖二（高瀬道場アクションクルー）
- スタイリスト - 進藤万里子
- 装飾 - 東京美工
- 衣裳 - 第一衣裳
- 車輛 - スキル・ワーク
- エキストラ - クロキプロ
- カースタント - TA・KA
- ガンアドバイザー - BIGSHOT
- ビデオ編集 - TOVIC
- 撮影・録音スタジオ - 東映東京撮影所
- 現像・テレシネ - 東映化学
- 撮影協力 - 港湾職業能力開発短期大学校横浜校、セガ・エンタープライゼス、かきぬま麻雀用品販売
- 協力 - ユーノス、コクヨ、NAC20
- 制作 - セントラル・アーツ、TBS

## 放映リスト
| 話数 | 放映日         | サブタイトル | ゲスト                                                                                            | 脚本       | 監督       |
| ---- | -------------- | ------------ | ------------------------------------------------------------------------------------------------- | ---------- | ---------- |
| 1    | 1992年 4月14日 | 大発進       | 鼓太郎、水島涼太、稲田千花                                                                        | 丸山昇一   | 長谷部安春 |
| 2    | 4月21日        | 大逆転       | 佐倉しおり、長岡尚彦、松井哲也、中島陽典、羽村英                                                  | 丸山昇一   | 長谷部安春 |
| 3    | 4月28日        | 大好走       | 菅田俊、広田玲央名、山本昌平、けーすけ、団巌                                                      | 柏原寛司   | 成田裕介   |
| 4    | 5月5日         | 大飛躍       | 椎谷建治、睦五朗、榎木兵衛、志賀圭二郎                                                            | 岡芳郎     | 長谷部安春 |
| 5    | 5月12日        | 大脱線       | 海老名美どり、阿部祐二、長谷部香苗、中村浩二                                                      | 高橋洋     | 長谷部安春 |
| 6    | 5月19日        | 大変身       | 六浦誠、賀川黒之助、辰馬伸、栩野幸知                                                              | 加藤正人   | 成田裕介   |
| 7    | 5月26日        | 大波乱       | 綿引勝彦、深江章喜、有沢妃呂子、山西道広                                                          | 田部俊行   | 加藤彰     |
| 8    | 6月2日         | 大悲恋       | 吉川十和子、河西健司、鶴田忍、絵沢萌子、伊藤洋三郎                                                | 岡芳郎     | 加藤彰     |
| 9    | 6月9日         | 大混戦       | 香坂みゆき、久富惟晴、金井大                                                                      | 田部俊行   | 村川透     |
| 10   | 6月16日        | 大奮闘       | 星瑤子、佐藤信一、坂田雅彦、清水宏                                                                | 中島トビオ | 村川透     |
| 11   | 6月23日        | 大発奮       | 田山真美子、佐藤仁哉、テレサ野田、レオナルド熊、小鹿番、影山英俊、草薙良一                        | 中島紘一   | 長谷部安春 |
| 12   | 6月30日        | 大殊勲       | ベンガル、石井愃一、水島新太郎、辻輝猛、妹尾青洸、 緒形幹太、宮澤美保、石山雄大、渡辺哲、田中優樹 | 柏原寛司   | 辻井孝夫   |
| 13   | 7月7日         | 大喝采       | 佐久間哲、鹿内孝、小林勝彦、草薙良一、新崎健介                                                    | 古内一成   | 伊藤裕彰   |
| 14   | 7月14日        | 大反撃       | 網浜直子、遠藤憲一、朝比奈順子、浜田晃、松村邦洋                                                  | 峯尾基三   | 長谷部安春 |